# York City F.C.
York City Football Club er en professionel fodboldklub baseret i byen York, North Yorkshire, England. Holdet spiller i National League, den femte bedste række i England. 
Klubben blev grundlagt i 1908 og spillede syv sæsoner i Non-League fodbold før de blev nedlagt i 1917. En ny klub blev dannet i 1922, og spillede i Midland League i syv år, før de sluttede sig til Football League. De spillede på tredje niveau indtil 1959, da de blev rykkede op for første gang. York opnåede deres bedste resultat i FA Cuppen i 1954-55, da de mødte Newcastle United i semifinalen. De svingede mellem tredje og fjerde division, inden de brugte to sæsoner i anden division i 1970'erne. York spillede først på Wembley Stadium i 1993, da de vandt den tredje division playoff-finalen. I slutningen af 2003-04 mistede de deres Football League-status efter være rykket ud af tredje division. FA Trophy 2011-12  var den første nationale cup-konkurrence York vandt, og de vendte tilbage til Football League samme sæson . 
York kaldes Minstermen, efter York Minster, og holdet spiller traditionelt i rødt tøj. De spillede på Fulfordgate fra 1922 til 1932, hvorefter de flyttede til deres nuværende grund, Bootham Crescent. Stadion har været underlagt mange forbedringer gennem årene, men klubben mistede ejerskab af den, da den blev overført til et holdingselskab i 1999. York købte det tilbage fem år senere, men betingelserne for lånet plejede at gøre det nødvendiggjort at flytte til et andet stadion. De forventes at flytte ind på York Community Stadium fra starten af 2019/20 sæsonen. York har haft rivalisering med mange klubber, men deres største rivaler er Hull City og Scarborough. Klubbens kamprekordholder er Barry Jackson, der fik 539 kampe, mens deres alletiders topscorer er Norman Wilkinson, med 143 mål. 